# Сирага, Кадзуо
Кадзуо Сирага (яп. 白髪 一雄, 12 августа 1924, Амагасаки, Япония — 8 апреля 2008, Амагасаки, Япония) — японский художник-абстракционист, член авангардной группы Гутай.

## Биография
В 1940-х годах Сирага изучал Нихонга в Городском университете искусств Киото. В 1944 году, во время Второй мировой войны, был призван в армию, но так и не был отправлен на фронт. После окончания войны, вернувшись он продолжил учёбу, а в 1948 году женился на Фузико Уэмуре (1928—2015).
Под влиянием абстрактного экспрессионизма, в 1953 году он, вместе с Акирой Канаямой, Ацуко Танакой и Сабуро Мураками, основал группу «Zero Kai», которая в 1955 году стала частью группы Гутай.
На творчество Сирага сильное влияние оказал Джексон Поллок, работы которого он увидел на выставке в 1951 году. Одной из основополагающих работ Сираги, которая определила направление Гутаи, была «Вызов грязи» (англ. Challenge to the Mud, 1955), «перформанс-живопись», в которой художник бросается полуголым в мокрую грязь, лепя материал каждым сантиметром своего тела в динамичном и непредсказуемом движении. Эта «борьба» с грязью, в чём-то, основывалась на японской традиции сумо, хотя и была жестоко извращена и превращена в сольное театральное представление, своего рода, борьбу человека против окружающей среды.
На протяжении более десятка лет, с 1956 по 1966 год, его произведения были, в основном, написаны босыми ногами, когда художник, держась за свисающую с потолка веревку, создаёт произведение только ногами. Позже на его творчество оказал влияние французский художник Жан-Жак Лебель.
К середине 1950-х творчество Сираги достигло своего расцвета, и оставалось популярным на протяжении 1960-х. В 1958 году, коллекционер и куратор Мишель Тапи организовал выставки художника в Европе, где его творчество было положительно оценено критиками.
Несмотря на популярность, в 1971 году Сирага забросил искусство и в поиске духовного пути ушёл в монастырь Энряку-дзи, где жил как буддийский монах до 1972 года, когда он вернулся к живописи.
Умер от сепсиса 8 апреля 2008 года в возрасте 83 лет.
В декабре 2014 года его картина «Chijikusei Gotenrai» (1961) была продана за 3,25 млн евро (около 3,7 млн $).

## Награды
- 2002: Osaka Art Prize